# Dividend digital
El Dividend Digital és el nom comú donat a l'espectre de freqüències de 698- a 806 MHz (Canals de TV del 61 al 69) assignat pel pla per a la Nova distribució de la banda de freqüències d'UHF acordada al Congrés Mundial de Radiocomunicacions (CMR-07) que va identificar 108 MHz de l'espectre del dividend digital de 698 -806 MHz per la ITU -R, Regions 2-1 i nou països de les Regions 3-2, incloent Xina, Índia, Japó i la República de Corea.
Aquest dividend digital s'utilitza per a millorar la cobertura de la nova norma 4G-LTE a les zones rurals, ha estat necessari amb l'arribada de 4G-LTE i per aplicar-ho cal la redistribució de la banda de freqüència d'UHF. A partir de gener 2015 (en alguns països), els principals operadors de telefonia mòbil començaran a desplegar les seves xarxes de molt alta amplada de banda "True 4G" o LTE utilitzant la freqüència atribuïda prèviament als canals de televisió del 61 al 69, espectre de freqüència que es coneix com a "dividend digital ".
En el seu conjunt, Dividend digital es refereix, de forma global, al procés pel qual es redueix l'espectre radioelèctric dedicat a la TV resultat de la major eficiència de les emissions de Televisió Digital Terrestre gratuïta i l'assignació d'aquest espectre als serveis de comunicacions mòbils de pagament.

## Antecedents del Dividend Digital
Les freqüències d'emissió de la TV analògica des de finals del segle passat es troben en la banda de freqüències d'UHF (470 a 862 MHz) corresponent als denominats canals 21 al 69. Mitjançant tecnologies analògiques, cada canal s'associava amb l'emissió d'un únic canal de televisió. el 2005 van començar les emissions de Televisió Digital Terrestre que van culminar el 3 d'abril de 2010 amb la denominada apagada analògica pel qual va finalitzar l'emissió de TV analògica.
L'arribada de la tecnologia digital ajudada per diferents mètodes de compressió com mpeg-4 permeten un ús molt més eficient d'aquest espai radioelèctric transmetent fins a 7 canals de televisió SD o 4 HD a l'espai ocupat anteriorment per un únic canal. L'espectre radioelèctric és un ben escàs, ja que és un Bé públic i d'ús compartit i està sotmès a interferències entre emissions en les mateixes freqüències. Una disminució de l'ús realitzat per un servei significa una major capacitat per introduir nous serveis de pagament (com és el cas del dividend digital), o augmentar la capacitat dels serveis existents.

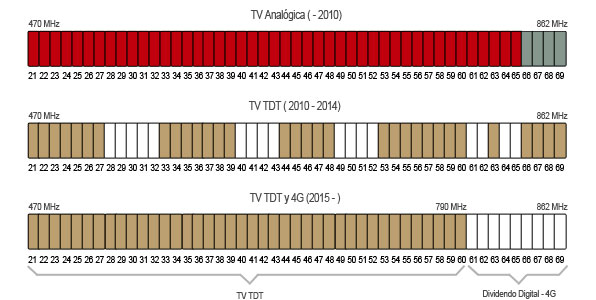
Descripció gràfica del procés del "Primer Dividend Digital"

Aquest estalvi de l'espectre ja permet una major capacitat de transmissió de senyals de TV al mateix espai o de major qualitat en multiplicar per 7 la capacitat d'un canal, fet que permet augmentar l'oferta televisiva i, alhora, cedir part de l'espectre a altres serveis públics (com pot ser la televisió de proximitat) o, com en aquest cas, de serveis privats de pagament com el 4G. Aquest excedent d'espectre radioelèctric és el que es denomina Dividend Digital.
Com s'ha comentat anteriorment, una part important de les en les bandes VHF i UHF estaven assignades per part de l'UIT als serveis de radiodifusió, per aquest motiu, al principi es va pensar que, després de la finalització de les emissions analògiques, el Dividend Digital podia emprar-se per augmentar els serveis de televisió digital.
En aquesta situació però, a la fi dels anys 90, es generalitza l'ús de la telefonia mòbil i a inicis de segle es comença a fer ús intensiu de les tecnologies sense fil de banda ampla de pagament. A diferència de l'emissió de TV que és col·lectiva i utilitzada amb el mateix contingut per tots els usuaris, la telefonia mòbil és un servei individualitzat en el que cada usuari necessita una transmissió d'informació (veu i dades) diferent de la resta. És per això que les necessitats d'espectre de la telefonia han anat creixent any darrere any. Al seu torn, la telefonia mòbil s'ha convertit en un element d'innovació tecnològica, en un guany de la productivitat i reducció de cost en l'economia global.

## Inici del Dividend Digital
En l'actualitat, el procés del Dividend Digital està en els seus inicis. A mitjan setembre el Govern va aprovar el Pla Tècnic de la TV TDT pel qual es fixen les freqüències d'emissió futures i s'estableix el període en què que hauran d'adaptar-se les instal·lacions dels habitatges i edificis, confirmant-se la data límit del 31 de març de 2015 per a la fi de les emissions en les freqüències antigues.
A primers d'octubre s'ha donat a conèixer la data de 26 d'octubre com a dia en el qual es produirà la reorganització dels canals, és a dir, quan hauran de començar les emissions dels canals televisius en els seus futurs emplaçaments. Fins a aquesta data, si la data d'inici d'emissió d'un canal és anterior al dia previst pel llançament oficial, s'emetran generalment cartes d'ajust.
Amb l'inici de les emissions en les seves freqüències definitives el 26 d'octubre es va començar a realitzar una altra vegada l'adaptació massiva de les instal·lacions dels habitatges i edificis, un treball ingent que, normalment requeriria molt més temps del disponible acordat, escassament de dos mesos.

## Subvencions al Dividend Digital
El Govern ha fet públic el passat 8 d'octubre l'esquema de subvencions que es va a atorgar a les Comunitats de veïns per l'adaptació de la seva infraestructura de captació de TV TDT. Les ajudes cobriran les inversions i despeses directament relacionades amb les adaptacions segons el sistema d'antena col·lectiva que tingui instal·lat l'edifici.
Per a aquelles comunitats de propietaris que tinguin instal·lada un amplificador de banda ampla i, per tant, no necessitin la instal·lació d'equipament addicional l'ajuda màxima prevista és de 100 € en tots els casos, amb independència de la zona geogràfica.
En les comunitats amb amplificadors monocanal, la subvenció varia en funció del nombre de "múltiples digitals" afectats, en cada demarcació. -Aquí s'entén per monocanal com equivalent a múltiple digital (x4)-.
L'import màxim de l'ajuda és el següent:
- 1 monocanal: 150 €
- 2 monocanals: 250 €
- 3 monocanals: 350 €
- 4 monocanals: 450 €
- 5 monocanals: 550 €

En gran part del territori nacional el canvi necessari és de 3 mono-canals pel que l'ajuda més freqüent serà de 350 euros.

## Segon Dividend Digital

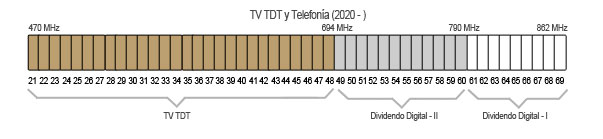
Segon dividend Digital (2020)

El segon Dividend Digital es produirà el 2020. Al s'alliberaran les freqüències en la banda dels 700 MHz per al seu ús per a telefonia 5G. en la següent figura es mostra com quedarà l'espectre.
Segons directiva de la Unió Europea a partir de el 30 de juny de 2020 les freqüències entre 694 i 790 MHz (canals 49 al 60) passaran a ser utilitzades per la telefonia mòbil 5G.

### Segon Dividend Digital a Espanya
Després del primer Dividend Digital que va treure a les televisions gratuïtes la part 'espectre públic a partir dels 800 Mhz privatitzant-lo per a les empreses privades de telefonia i els seus serveis 4G de pagament, es va aprovar l'arribada del Segon Dividend Digital: la seva aplicació es va iniciar el dia 1 de febrer de 2020, amb sis mesos d'implementació escalonada a diverses zones establertes al llarg de la península. Aquesta vegada s'ha privatitzat a partir dels 700 Mhz. pel que és obligatòria una altra resintonització massiva com les anteriors. A finals de juny de 2018 es va publicar el full de ruta per a aquest procés per part del Ministeri d'Indústria que va establir el pla per a tot el procés

### Segon Dividend Digital a França
El president de la República francesa, François Hollande, va anunciar el procés d'"alliberament" de la banda de 700 MHz el 2015 per a ús de les companyies privades de telecomunicacions com a segon dividend digital, desoint les recomanacions de la Comissió Europea sortint, que proposava posposar aquest procés fins al 2020.